# عبدالله القصیمی
عبدالله القصیمی (زاده ۱۹۰۷—درگذشت در ۹ ژانویه ۱۹۹۶) نویسنده و  خداناباور و متفکر اهل عربستان سعودی در قرن بیستم بود.

## تطور فکری
قصیمی ابتدا بسیار عقیده سلفی گری داشت و کتاب‌های بسیاری در این زمینه نوشت. بعدها او به خاطر تغییر نگرش رادیکالی خود از دفاع از سلفی‌گری به دفاع از اندیشه و تفکر آزاد و همچنین به خاطر نوشته‌های سکولار و شک‌گرایانه‌ای، به عنوان یکی از بحث‌برانگیزترین اندیشمندان در دنیای عرب یاد می‌شود. او مسئلهٔ وجود خدا را زیر سؤال برد و دین‌ها را به چالش کشید و مورد انتقاد قرار داد، که باعث این شائبه شد که او یک خداناباور شده‌است، در نتیجه، آثار او در تمامی دنیای عرب ممنوعه اعلام شد.

## کتاب‌ها
قصیمی کتابهای فراوانی نوشته‌است که معروف‌ترین آنها کتاب «الصراع بین الإسلام والوثنیة» در رد شیعیان است و علمای شیعه در کتاب‌های خود به رد وی پرداخته‌اند. برخی از کتاب‌های دیگر او عبارت است از:
- شیوخ الأزهر والزیادة فی الإسلام، القاهرة، ۱۹۳۱
- الفصل الحاسم بین الوهّابیین ومخالفیهم، القاهرة، ۱۹۳۴
- مشکلات الأحادیث النبویة وبیانها، القاهرة، ۱۹۳۴
- نقد کتاب حیاة محمد لهیکل، القاهرة، ۱۹۳۵ م، عدد الصفحات: ۷۰ صفحة.
- الثورة الوهابیة، القاهرة، ۱۹۳۴
- الصراع بین الإسلام والوثنیة، مجلدان، ۱۹۳۷–۱۹۳۷
- کیف ضل المسلمون، القاهرة

## ترور
دو بار در مصر و لبنان به جان او سوءقصد شد که هر دو بار جان سالم به در برد.

## درگذشت
در نهایت در بیمارستان عین شمس در قاهره بر اثر سرطان چشم از دنیا فروبست. بر طبق وصیتش، او را در کنار همسرش در قبرستان باب‌الوزیر به خاک سپردند.